# Stipa talassica
Stipa talassica är en gräsart som beskrevs av V.K. Pazij. Stipa talassica ingår i släktet fjädergrässläktet, och familjen gräs. Inga underarter finns listade i Catalogue of Life.